# Macquarie (wyspa)
Macquarie – wyspa położona na południowych krańcach Oceanu Spokojnego, administracyjnie wchodząca w skład australijskiego stanu Tasmania. Znajduje się w odległości ok. 1450 km na południe od Australii i ok. 1500 na północ od Antarktydy, zaliczana jest do wysp subantarktycznych.

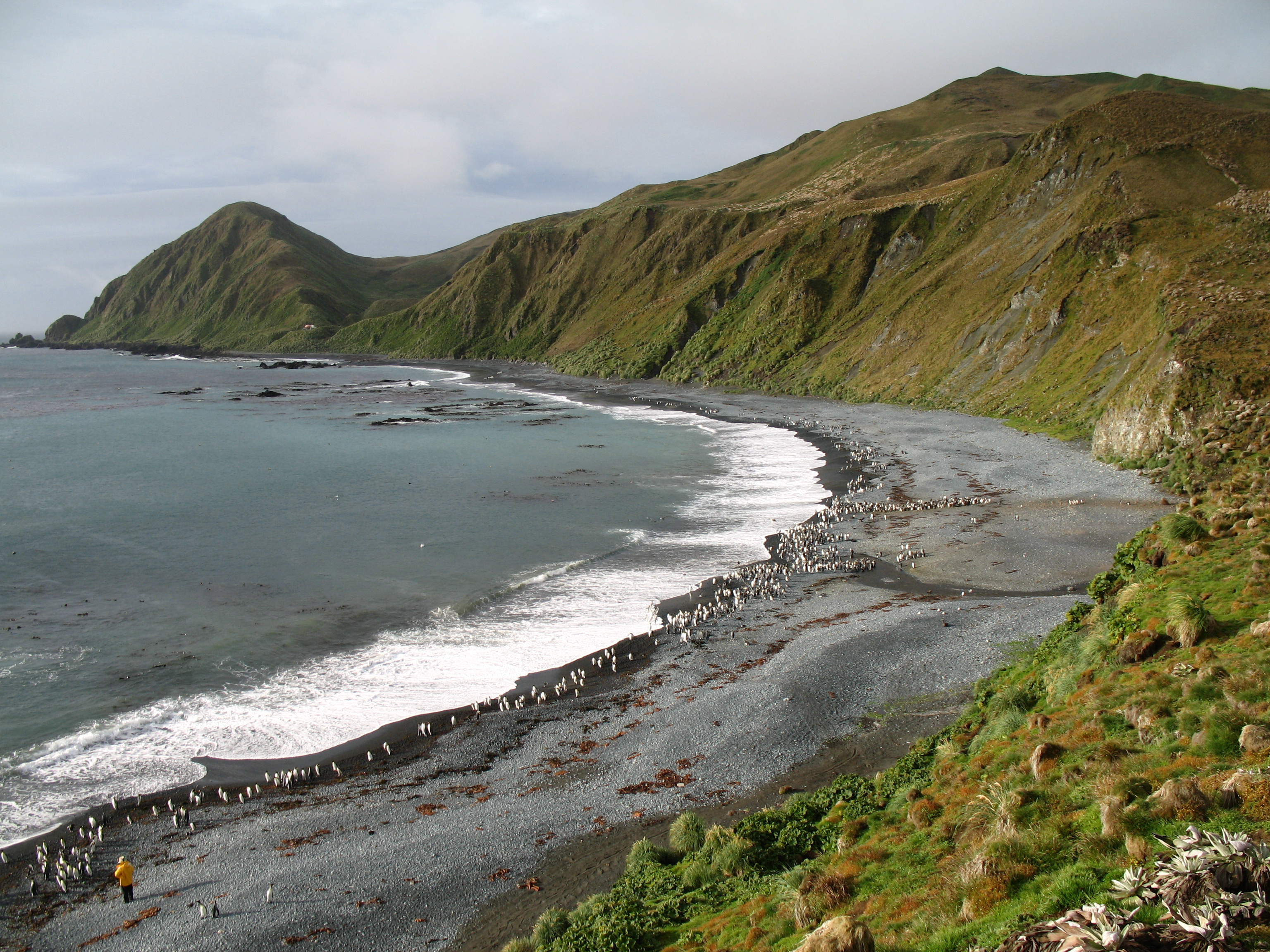
Wybrzeże wyspy

## Geografia
Wyspa ma powierzchnię 128 km² i wydłużony, z grubsza prostokątny kształt, o długości 34 km i szerokości 5 km. Stanowi ona płaskowyż o wysokości od 150 do 385 m w części północnej (Mount Elder) i od 200 do 410 m w części południowej (Mount Fletcher i Mount Hamilton). Płaskowyż opada stromymi klifami ku morzu na wschodnim wybrzeżu i ku płaskiej i wąskiej nizinie nadbrzeżnej na zachodnim wybrzeżu. 14 km na północ od wyspy znajdują się Judge and Clerk Islets składające się z 10 wysepek zajmujących 0,2 km², a 37 km na południe Bishop and Clerk Islets składające się z 19 wysepek zajmujących 0,6 km² i stanowiących najdalej na południe wysunięty punkt Związku Australijskiego.

## Geologia
Wyspa Macquarie jest odsłoniętą częścią podmorskiego Grzbietu Macquarie (ang. Macquarie Ridge) i znajduje się w miejscu, w którym Płyta australijska styka się z Płytą pacyficzną. Wyspa leży blisko krawędzi zatopionego kontynentu Zelandia, ale nie jest uważana za jego część, ponieważ Grzbiet Macquarie jest raczej fragmentem skorupy oceanicznej niż kontynentalnej.
Całą praktycznie południowa i środkową część wyspy budują skały bazaltowe. W części północnej występują gabra, diabazy, troktolity i różne skały ultrazasadowe. Jest to jedyne miejsce na Ziemi, gdzie skały z płaszcza ziemskiego (6 km poniżej dna oceanu) zostały aktywnie odsłonięte ponad poziomem morza. Te wyjątkowe ekspozycje obejmują doskonałe przykłady bazaltów poduszkowych i innych skał wylewnych. Jest to również jedyna znana odsłonięta sekwencja ofiolitów w środowisku oceanicznym.
Ze względu na te wyjątkowe ekspozycje geologiczne w 1997 roku wyspa została wpisana na Listę Światowego Dziedzictwa UNESCO.

## Klimat
Wyspa leży w strefie tzw. wyjących pięćdziesiątek. Ma klimat umiarkowanie chłodny o średniej temperaturze roku 4,7 °C, wilgotny, o sumie rocznej opadów do 1000 mm. Częste są długotrwałe, potężne wiatry i gęste mgły. Wyspa Macquarie jest jednym z najbardziej zachmurzonych miejsc na Ziemi, ze średnią roczną wynoszącą zaledwie 856 godzin słonecznych. Rocznie występuje tu średnio 315 dni z opadami, 289 dni pochmurnych, 56 dni ze śniegiem i tylko 3,5 dni bezchmurnych. Już w XIX w. warunki na wyspie i okolicznych morzach uznano za tak trudne, że odrzucono plan wykorzystania jej jako osady karnej.

## Historia
Wyspa została odkryta w 1810 przez australijskiego żeglarza z Sydney, Fredericka Hasselborougha i nazwana na cześć Lachlana Macquarie, gubernatora Nowej Południowej Walii. Hasselborough odkrył na wyspie wrak statku „starodawnej konstrukcji”, co dało początek spekulacjom, że mogła ona być odwiedzana wcześniej przez Polinezyjczyków lub innych żeglarzy. W tym samym roku inny żeglarz, kapitan Smith, opisał bardziej szczegółowo przypuszczalnie ten sam wrak jako „kilka fragmentów dużego statku, najwyraźniej bardzo starego”, klasyfikując go (jak się znacznie później okazało - błędnie) jako prawdopodobnie pozostałości któregoś statku zaginionej w roku 1788 eskadry de La Pérouse'a.
W 1820 r. obszar ten badał Fabian Gottlieb von Bellingshausen, będący w służbie cara Aleksandra I. Wykreślił on pierwszą mapę wyspy Macquarie, a po wylądowaniu na niej 28 listopada 1820 r. określił jej położenie geograficzne. Od spotkanych na wyspie łowców fok w zamian za żywność i rum otrzymał eksponaty tamtejszej fauny. Do 1919 r. odnotowano na wyspie 144 wizyty statków, z których 12 zakończyło się katastrofą.
W 1890 Nowa Południowa Walia przekazała wyspę Tasmanii, wraz z którą w 1901 weszła ona w skład Australii. Przez wiele lat wyspa była bazą łowców fok i słoni morskich.  Z czasem stan tych zwierząt znacząco się zmniejszył i już w 1933 r. rząd australijski uznał wyspę za obszar chroniony. W 1978 roku ustanowiono tu rezerwat stanowy. W latach 1977–2011 wyspa była wpisana na listę rezerwatów biosfery, a od 1997 roku figuruje na liście światowego dziedzictwa UNESCO.
Od 1948 r. na wyspie, na przesmyku na jej północnym krańcu, u podnóża Wireless Hill, znajduje się stała australijska stacja polarna Macquarie Island, w której, w zależności od pory roku, przebywa od 20 do 40 osób. W pobliżu znajduje się również heliport. We wrześniu 2016 roku Australian Antarctic Division zapowiedziała zamknięcie tej stacji w 2017 roku. Jednak wkrótce potem rząd Australii, reagując na powszechny sprzeciw, ogłosił wyasygnowanie funduszy na modernizację starzejącej się infrastruktury stacji i kontynuację jej działalności.
W XIX i w początkach XX w. zdarzało się kilkakrotnie, że na wyspie znajdowali schronienie rozbitkowie ze statków, zatopionych na tutejszych niebezpiecznych wodach. Aby pomóc ewentualnym rozbitkom na tej bezludnej i rzadko wówczas odwiedzanej wyspie w latach 20. XX w. władze australijskie zawiozły na Macquarie króliki, które zdziczały. Od tego czasu rozbitkowie jednak na wyspie już się nie pojawili, za to króliki, pozbawione naturalnych wrogów, szybko zaczęły się rozmnażać i niszczyć trawiastą pokrywę wysp, co prowadziło do wzmożonego wywiewania i wypłukiwania gleby. W połowie lat 60. XX w. oszacowano, że przy ówczesnym tempie rozwoju populacji królików w ciągu 50 lat wyspa może się przeobrazić w gołą skałę. W związku z tym przystąpiono do likwidacji zwierząt. W 2014 roku program został uznany za zakończony sukcesem – w ciągu dwóch poprzednich lat na wyspie nie stwierdzono królików, szczurów ani myszy.